# Филм ноар
Филм ноар (от френски: film noir, „черен филм“) е термин, който се използва за обозначаване на холивудските криминални драми от средата на XX век. Създаването на по-точна дефиниция е тема на противоречия, която продължава от Втората световна война. Според киноисторика Марк Боулд това е труден за описание феномен. Според Томас Шулц това е просто стил в кинематографията, но каквото и определение да се даде, това е жанр, който използва различни схеми. Централната фигура обикновено е частен детектив, обикновен редови полицай, застаряващ боксьор, нещастен мошеник, подмамен в криминалния свят почтен гражданин или просто жертва на обстоятелствата. От това най-често произлизат гангстерски филми, полицейски процедурни филми като образа на фаталната жена („femme fatale“) и еротиката са почти задължителни за стила. Възможно е да се включи фантазен елемент, дори готически романтичен сюжет, но по принцип това са песимистични истории. Други характерни елементи на този жанр са тенденцията към използването на малко светлина, на сенки, специфични за кинематографията ъгли на снимане, вкл. датски ъгъл Dutch angle, отражение в огледало, нестандартни композиции и няколко други визуални техники. Действията се развиват обикновено през нощта или при дъжд. Понякога се смята, че прекалено оплетените сюжети особено с ретроспективни кадри и говоренето зад кадър са недостатъци, но това изглежда да са едни от най-гледаните филми в световен мащаб.
Класическият период за филм ноар се смята от края на 40-те години до края на 50-те години на 20 век. Повечето филми от класическия период са нискобюджетни, без участието на известни актьори. Дашиъл Хамет, Реймънд Чандлър и Джеймс Кейн са едни от първите утвърдени представители на жанра. Филм ноар много по-често от който и да е друг жанр използва като главни героини жени с добродетели, които повдигат вежди. Барбара Стануик и Марлене Дитрих поставят основите на новия следвоенен тип опасност, които винаги имат какво да си говорят с частните детективи.
За пръв път терминът филм ноар е използван от френския филмов критик Нино Франк в статия от 1946 година. В нея той разглежда няколко класически холивудски филма, сред които са Лаура (1944) и Малтийският сокол (1941) и твърди, че те са творби на нов криминален жанр, в който се набляга повече на характера на героите, отколкото на действието.
Много често считан за американски стил, останалата част на света не остава назад в приноса за развитие на жанра. Доста филми са произведени във Франция, британците М. Пауъл и Л. Гилбърт също правят няколко забележителни филма, а Л. Висконти още през 1943 г. прави адаптация по новелата на Кейн Пощальонът винаги звъни два пъти, която се счита за крайъгълен камък в развитието на неореализма.
В края на 50-те години интересът към частните детективи започва да спада. Появяват се нови тенденции и експериментални произведения с вариращ успех. Сред най-известните ноари от новата история на киното са Манчжурианският кандидат (1962), Дългото сбогуване (1973), Чайнатаун (1974), Шофьор на такси (1976), Разяреният бик (1980), Първичен инстинкт (1992), Криминале (1994), Седем, Мементо (2000) и Град на греха (2005), Дзифт.
Филм ноар е бил предмет на пародия още от самото си създаване. Клишетата, които героите използват, дават добър материал да бъдат пародирани. Боб Хоуп например играе бебе-фотограф, което е погрешно взето за добре известен детектив с железен юмрук. Роберт Земекис прави филм, развивайки идеята за изгубен анимационен герой през 1940 г. в Лос Анжелис.